# Центральная военно-морская библиотека
Федеральное государственное казенное учреждение культуры и искусства «Центральная военно-морская библиотека» Министерства обороны Российской Федерации — старейшая и крупнейшая в Вооружённых Силах России. Является научно-библиографическим и методическим центром библиотек ВМФ России.
C 1957 года библиотека располагалась в Михайловском замке (Санкт-Петербург). В апреле 2018 года Центральная военно-морская библиотека переехала в реконструированное здание по адресу: 199106, Санкт-Петербург, Васильевский остров, Кожевенная линия, д. 42

## История
Библиотека основана 25 ноября 1799 года императором Павлом I при Ученом комитете Адмиралтейств-коллегии «для обсуждения вопросов по кораблестроению и мореплаванию» и размещена в здании Адмиралтейства. Основным направлением в деятельности Комитета являлось издание книг и статей по морскому делу, перевод и публикация лучших иностранных сочинений. Основой фонда Морской библиотеки стали коллекции книг по морской тематике Ученого комитета Адмиралтейств-коллегии на русском и европейских языках. Основную научную работу в Комитете вели: вице-адмирал А. С. Шишков, выдающийся военно-морской историк, известный литератор; П. Я. Гамалея, преподаватель математики и морских наук в Морском кадетском корпусе.
Первым директором библиотеки (1805—1810) был назначен граф Ксавье де Местр, который обогатил библиотеку ценными поступлениями, заложил основы универсального комплектования.
В последующие годы Морская библиотека находилась в составе Гидрографического департамента (1827—1860), Морского министерства (1860—1891), Главного гидрографического управления (1891—1917).
В 1938 году Морская библиотека переименована в Центральную военно-морскую библиотеку. В 1940 году была перевезена в здание бывшей Фондовой биржи на стрелке Васильевского острова. В августе 1941 года часть фонда была эвакуирована в Ульяновск, а остальные книги разместили в подвале здания биржи. Библиотека работала во время блокады Ленинграда. За годы войны были составлены библиографические и систематические указатели, велась работа по изучению фонда. Книжные собрания были сохранены и возвращены в библиотеку. В 1957 году библиотека переехала в Михайловский (Инженерный) замок и находилась там до апреля 2018 года. В 1960—1980-х годах была широко развернута работа по пропаганде военно-морской литературы, справочно-информационная и методическая деятельность. Сейчас в библиотеке проводятся научные конференции, презентации книг, тематические вечера, связанные с военно-морской тематикой, географическими открытиями и путешествиями, методические мероприятия, книжно-иллюстративные выставки. Библиотека выпускает библиографические издания: тематические и рекомендательные пособия, аннотированные указатели литературы, бюллетень русской и иностранной литературы «Военно-морская литература», ретроспективный указатель книг и статей на русском языке. Издается годовой и ежемесячный календарь знаменательных и памятных дат ВМФ. В библиотеке действует литературное объединение имени Всеволода Азарова «Путь на моря».

## Фонд ЦВМБ
Библиотечный фонд ЦВМБ составляют фонды: русской книги и русской периодики; иностранных книг; иностранных журналов, газет и переводов; «Редкой книги»; обменный фонд. В настоящее время фонд ЦВМБ насчитывает более 600000 документов, многие из которых являются библиографической редкостью, 16 000 из них входят в фонд «Редкой книги». В библиотеке представлены книги и периодические издания на европейских и восточных языках. Собран богатейший газетный фонд, представляющий отечественную периодическую печать с конца XVIII в. до наших дней. Книжные собрания ЦВМБ содержат литературу по истории Военно-Морского Флота страны за три века его существования. Широко представлены издания по всем отраслям знаний, связанным с историей военно-морских флотов. ЦВМБ хранит в своих собраниях уставы и регламенты Петра I, Екатерины II; редкие переводы книг по кораблестроению, навигации, морской практике, ценные и интересные коллекции книг морских учреждений России XIX в., комплекс владельческих коллекций XVIII—XIX вв., уникальную литературу по всем аспектам деятельности Российского флота, военно-морских флотов многих стран. В ЦВМБ сохранилась и находится личная библиотека адмирала И. Ф. Крузенштерна, отражающая все основные этапы его научной деятельности. Среди собраний фонда «Редкой книги» следует отметить и издания из библиотеки реформатора отечественного флота генерал-адмирала Великого князя Константина Николаевича, возглавлявшего в 1853—1881 гг. Морское ведомство. Сейчас ЦВМБ, являясь специальным военно-морским книгохранилищем, обладает ценными, хорошо укомплектованными фондами по точным, естественным, прикладным и общественным наукам. С наибольшей полнотой в библиотеке представлена русская и иностранная географическая и историческая литература. В фондах преобладает гуманитарная книга — история, история географических и точных наук, страноведение и описание плаваний. ЦВМБ собирает все материалы о человеческой деятельности, связанной с морем, что и отличает её от других научных хранилищ страны.

## Известные директора
- вице-адмирал А. С. Шишков,
- граф Ксавье де Местр,
- адмирал Г. А. Сарычев,
- адмирал И. Ф. Крузенштерн,
- адмирал Ф. П. Врангель,
- океанограф Ю. М. Шокальский.

## Структура ЦВМБ
В настоящее время в структуру ЦВМБ входят:
- отдел комплектования и обработки фондов
- отдел хранения фондов и обслуживания
- библиографический отдел
- методическое отделение
- редакционно-издательский отдел

Библиотека активно участвует во всех военно-исторических мероприятиях, проводимых в Москве, Петербурге и других городах, поддерживает постоянную связь с авторами, издательствами, союзами ветеранов, военно-морскими образовательными заведениями и историческими клубами, пополняя с их помощью книжный фонд.
За 220 лет своего существования библиотека превратилась в крупный центр не только военной и морской, но и научной литературы XVIII—XXI вв.